# Capparis
- Commons
- Wikispecies

Capparis L. é um género botânico pertencente à família Capparaceae.

## Sinonímia
| - Capparidastrum Hutch. - Colicodendron Mart. - Linnaeobreynia Hutch. | - Neocalyptrocalyx Hutch. - Quadrella J. Presl |

## Espécies
| - Capparis crotonantha, Standl. - Capparis decidua, (Forssk.) Edgew. - Capparis discolor, J.D. Smith - Capparis heterophylla, Ruiz & Pav. ex DC. - Capparis mirifica, Standl. - Capparis mollicella, Standl. | - Capparis pachyphylla, Jacobs - Capparis panamensis, Iltis - Capparis sandwichiana, DC. - Capparis spinosa L. (Caper) - Capparis uniflora, Woodson |

- Lista completa

## Classificação do gênero
| Sistema | Classificação                      | Referência               |
| ------- | ---------------------------------- | ------------------------ |
| Linné   | Classe Polyandria, ordem Monogynia | Species plantarum (1753) |